# モラルリスク
モラルリスクとは保険業界用語で保険金、給付金の不正取得を目的とする道徳的危険である。和製英語。

## モラルリスクの種類

### アフターロス
アフロスとも言い、事故を起こした日時を虚偽報告し保険金を詐取しようとする行為を言う。自動車保険では事故を起こした直後に保険に入り、契約期間内に事故を起こしたと保険金を請求する例や、契約期間終了後に事故を起こして期間内の事故と申告する例などがある。こういった事故を接近事故ともいう。

### 約款免責
保険約款上保険会社の免責となる事故において、その事故の中身を偽って保険金を請求する行為を言う。特約事項に関する偽装が多く、自動車保険で特に多いのが年齢特約による事故の保険会社免責案件を、運転者を虚偽申告するなどして保険金を請求する案件である。最近では飲酒運転による事故(車両保険は保険会社の免責)を、当時の運転者を虚偽申告することによって保険金請求する事例もある。

### 偽装事故
その名の通り、事故を偽装することである。保険貸し、二重請求、故意の事故や火災、損傷の拡大偽装などである。以下に例を示す。
保険貸し
自動車保険では自動車事故の詳細をねつ造し、それを虚偽申告することによって本来支払われない保険金を請求する行為である。保険に入っていない車が事故を起こし、これを直すために保険に入っている他の車をその車の損傷個所にわざとぶつけて保険金を請求するなど、多くは知人同士の事故などで起きやすい事例である。
二重請求
同一事故に対して契約している数社に同時請求する行為のこと。基本的に保険金は一つの保険事故に対して何社と契約していようとも、同種の契約内容ならばそのうち一社にしか請求できないことが約款に明記してある。例えば車両保険において、修理代は数社と契約していようともそのうち一社からしか支払われない。これは全ての会社から支払われてしまうと、修理金額を何重にも支払うことになり、浮いた分は被保険者の収入となってしまい、保険契約から外れた支払となってしまうからである。現在では保険会社間での情報の共有によって未然に防ぐことが可能になってきている。
故意に起こす事故、偽装火災、偽装盗難
これらは生命保険、損害保険にかかわらず事例の多いモラルリスクである。自動車保険で多い事例としては上記の保険貸しに伴う偽装事故や、経年車による全損保険金目当ての自損事故、放火、盗難偽装の事例など枚挙に暇がない。生命保険においては不作為に偽装した作為的な事故による負傷、自殺などである。
拡大偽装
偶然の事故によって生じた傷害や損害をその後に故意に拡大させて保険金を請求する行為である。自動車保険では偽装事故と併用して行われることもある。何れも支払保険金額の上積みを狙った行為である。

### その他
その他のモラルリスク行為としては便乗請求などが挙げられる。支払い対象となる保険事故以外で生じた傷害や損害を一件の事故として請求する行為である。
本来別件で生じた損害については請求回数に応じた等級降下が行われるが、それによる保険掛金の増額を嫌った被保険者が行うことが多い。

## 保険会社の対策
こういったモラルリスク行為を見過ごすと保険会社は適正な支払いをするための経営ができなくなる恐れがあるため、損害保険業界では日本損害保険協会認定の医療アジャスター、技術アジャスター資格を持つ調査員を配置して保険事故鑑定を行っている。調査は主に客観的資料と事故の整合性確認が行われ、この調査によって不正と認められた請求に関しては、保険会社は保険約款条項(告知義務違反)により支払いを拒否する。不正請求が悪質な場合、請求者に対して調査費用の全額請求や、詐欺未遂として警察への告訴を行うこともある。